# Georges Descrières
Georges Descrières, eigentlich Georges Bergé, (* 15. April 1930 in Bordeaux; † 19. Oktober 2013 in Cannes) war ein französischer Schauspieler.

## Leben
Descrières, der den Geburtsnamen seiner Mutter angenommen hatte, war Mitglied der Comédie-Française. Dem deutschen Publikum wurde die Theatergröße als Athos in Bernard Borderies Verfilmung der Drei Musketiere bekannt. Nach Ausflügen nach Hollywood, so neben Audrey Hepburn in Stanley Donens Zwei auf gleichem Weg, wurde er in den 1970er-Jahren bekannt als Arsène Lupin in der gleichnamigen TV-Serie. Seine letzten größeren Rollen sind 1987 der Alexandre Hoffmann, Claude Jades mörderischer Vater in L’homme qui n’était pas là, und 1989 der Pierre-Henri an der Seite von Hugh Grant in Champagne Charlie.
Descrières wurde mit dem Offizierskreuz der Ehrenlegion und als Grand Officier des Ordre national du Mérite ausgezeichnet. Im Jahr 2013 erlag er einem Krebsleiden.

## Filmografie (Auswahl)
- 1954: Rot und Schwarz (Le rouge et le noir)
- 1955: Aristokraten (Les aristocrates)
- 1956: Guten Tag, Herr Doktor! (Bonjour Toubib)
- 1958: Der Bürger als Edelmann (Le bourgeois gentilhomme)
- 1959: Drei Tropfen Blut (La corde raide)
- 1959: Wollen Sie mit mir tanzen? (Voulez-vous danser avec moi?)
- 1961: Die drei Musketiere (Les trois mousquetaires)
- 1961: Paris – Stadt der Versuchung (Le pavé de Paris)
- 1962: Ce soir ou jamais
- 1961: Von der Sonne geblendet (Le soleil dans l‘œil)
- 1967: Zwei auf gleichem Weg (Two For the Road)
- 1967: Der Mann mit dem Buick (L’homme à la Buick)
- 1975: Maître Pygmalion
- 1976: Schinken mit Ei (Attention les yeux!)
- 1978: Zucker, Zucker! (Le sucre)
- 1978: Horoskop mit Hindernissen (L‘Horoscope)
- 1982: Evas Töchter (Le chef de famille) (TV-Mehrteiler)
- 1982: Ein total irres Hotel (Qu’est-ce qui fait craquer les filles …)
- 1987: L'homme qui n'était pas là
- 1988: Charles Heidsieck – Ein Leben, berauschend wie Champagner (Champagne Charlie)